# برايان سانت كلير
برايان سانت كلير (بالإنجليزية: Brian St. Clair)‏ هو طبال أمريكي، ولد في 24 مايو 1968.

## وصلات خارجية
- برايان سانت كلير على موقع ميوزك برينز (الإنجليزية)
- برايان سانت كلير على موقع ديسكوغز (الإنجليزية)